# Sotira (Bezirk Limassol)
Sotira (griechisch Σωτήρα) ist eine Gemeinde im Bezirk Limassol in der Republik Zypern. Bei der Volkszählung im Jahr 2021 hatte sie 232 Einwohner.
Das Dorf trägt den Namen von Sotiros Christos (Jesus Christus). Sotira im Bezirk Famagusta trägt denselben Namen.

## Lage und Umgebung

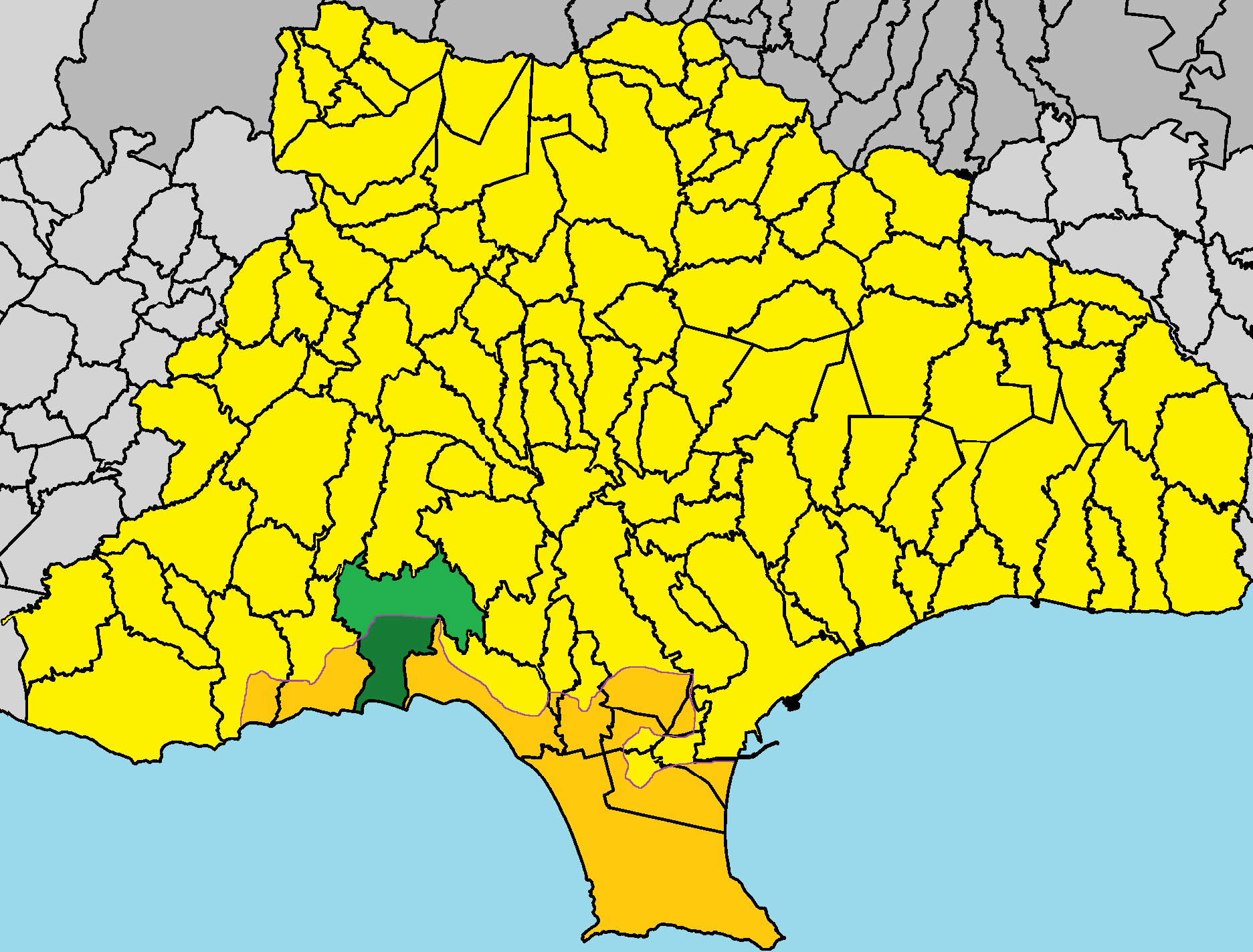
Lage im Bezirk Limassol

Sotira liegt im Süden der Mittelmeerinsel Zypern auf einer Höhe von etwa 290 Metern, etwa 20 Kilometer westlich von Limassol. Das 28,2191 Quadratkilometer große Dorf grenzt im Westen an Paramali, im Nordwesten an Agios Agios Amvrosios, im Norden an Pano Kivides, im Nordosten an die Gemeinde Souni-Zanakia, im Osten an Kandou und im Süden und Osten an Episkopi. Das Dorf kann über die Straße A6 erreicht werden. Sotira hat auch eine Küstenlinie südlich des Dorfes. Ein Großteil des Verwaltungsgebiets des Dorfes fällt auf das Territorium der britischen Militärbasis Akrotiri.
Die Landschaft der Gegend hat eine Neigung zum Meer. Durch das Dorf fließt der Bach Symvoulos, der weiter nördlich entspringt und in die Episkopi-Bucht mündet. In der Gegend werden Getreide, Heilpflanzen, Johannisbrot und Oliven angebaut. Darüber hinaus gibt es im Dorf mehrere unbebaute Gebiete, die von wilder natürlicher Vegetation besetzt sind. Ein Teil des Staatswaldes von Episkopi befindet sich innerhalb der Verwaltungsgrenzen des Dorfes.

## Geschichte
In der Antike gehörte das Gebiet von Sotiras zum Verwaltungsgebiet des Königreichs Kourion. In der Nähe des Dorfes befindet sich die archäologische Stätte des Heiligtums von Apollo Hylatis mit Siedlungen aus prähistorischer Zeit, die die sehr alte Besiedlung der Gegend belegen.
Das heutige Dorf Sotira wurde wahrscheinlich in den byzantinischen Jahren gegründet, basierend auf seinem Namen. Es wird jedoch in mittelalterlichen Quellen nicht erwähnt, wahrscheinlich weil es sich um eine kleine Siedlung handelte. Auf alten Karten ist es mit seinem heutigen Namen verzeichnet. Während der fränkischen Zeit war es wahrscheinlich ein kleines Lehen.

### Bevölkerungsentwicklung
Laut den in Zypern durchgeführten Volkszählungen war die Bevölkerung von Sotiras Schwankungen ausgesetzt. Bis 1960 nahm die Bevölkerung zu. Dann begann die Bevölkerung aufgrund der Urbanisierung abzunehmen. Nach 2001 verzeichnete die Einwohnerzahl einen Anstieg.
Die folgende Tabelle zeigt die Bevölkerung von Sotira, wie sie in den in Zypern durchgeführten Volkszählungen erfasst wurde.
| Jahr      | 1881 | 1891 | 1901 | 1911 | 1921 | 1931 | 1946 | 1960 | 1976 | 1982 | 1992 | 2001 | 2011 | 2021 |
| Einwohner | 64   | 69   | 90   | 101  | 111  | 111  | 136  | 181  | 109  | 94   | 70   | 83   | 143  | 232  |